# ティム・ストーンズ
ティム・ストーンズ（Tim Storms、1972年8月28日 - ）は、世界で最も低い声域を持つことで知られている歌手。
彼は、2012年3月30日に最も低い声域を持つ男性としてギネス世界記録に認定された。
彼の声はG−7(0.189Hz)まで出すことが可能である。
その声の低さは、もはや非人間的ともいわれている。彼が出せる一番低い音域はまるでティラノサウルスの唸り声のようだとも言われており、象のような大型動物にしか聞き取り不能とすら言われている。